# Franz Eugen Klein
Pour les articles homonymes, voir Klein et Franz Klein.
Franz Eugen Klein, né le 29 avril 1912 à Vienne et mort en déportation le 20 octobre 1944 à Auschwitz-Birkenau, est un chef d'orchestre, compositeur et pianiste autrichien.